# Cura foremanii
Cura foremanii är en plattmaskart som beskrevs av Girard. Cura foremanii ingår i släktet Cura och familjen Dugesiidae. Inga underarter finns listade i Catalogue of Life.